# Googolplex
Een googolplex is een 1 met een googol nullen, ofwel 10 tot de macht googol.
{\displaystyle \mathrm {googolplex} =10^{\mathrm {googol} }=10^{(10^{100})}=10^{10000000000000000000000000000000000000000000000000000000000000000000000000000000000000000000000000000}}
Aangezien het aantal cijfers in een googolplex gelijk is aan een googol+1, is het onmogelijk om het getal googolplex in het decimale talstelsel uit te schrijven. Er zijn niet genoeg atomen in het universum aanwezig: er zouden per atoom in het heelal minstens 10.000.000.000.000 cijfers moeten worden genoteerd.
In het bewijs van de Stelling van Axel Thue door Alan Baker komt googolplex tot de vijfde macht voor.

## Googolplexian
Een googolplexian  is een 1 met een googolplex nullen, ofwel 10 tot de macht googolplex.
{\displaystyle \mathrm {googolplexian} =10^{\mathrm {googolplex} }=10^{10^{10^{100}}}}

## Trivia
- De bioscoop in Springfield, woonplaats van The Simpsons, heet "The Googolplex". Het is een zeer grote bioscoop met minstens 28 filmzalen die voor het eerst verscheen in het derde seizoen.
- Het winkelcentrum in Disney's Phineas and Ferb heet "Googolplex Mall"
- Waar de internetzoekmachine Google is genoemd naar het getal googol, is Googles Googleplex ook vernoemd naar googolplex.
- In de film Back to the Future Part III (uit 1990) neemt Doc het woord Googolplex in de mond.